# Ana Patrícia Ramos
Ana Patrícia Silva Ramos, née le 29 septembre 1997 à Espinosa dans l'État du Minas Gerais, est une joueuse de volleyball de plage brésilienne. Avec sa partenaire Duda Lisboa, la paire est championne du monde 2022 et championne olympique aux Jeux de Paris en 2024.

## Carrière sportive
En 2014, Ana Patrícia est déjà associée Eduarda Santos Lisboa (dit « Duda ») et remporte la médaille d'or aux Jeux Olympiques de la Jeunesse d'été de 2014 à Nankin après avoir battu les jumelles McNamara Nicole et Megan en finale. Aux côtés de Duda, Ana Patrícia est également devenue championne du monde U21 à Lucerne en 2016 et à Nankin en 2017.
En 2016, Silva Ramos participe à des tournois sud-américains avec Carol Máximo ou Ângela Lavalle. À partir de 2017, Rebecca Cavalcante (en) est sa partenaire de jeu dans les tournois nationaux, puis sur le circuit World Tour en 2018 : elles remportent le tournoi 3 étoiles à Qinzhou et s'offrent les deuxièmes et quatrième places aux tournois 4 étoiles de Yangzhou et de Las Vegas. Début 2019, Patrícia et Cavalcante remportent les tournois 4 étoiles de La Haye et de Xiamen. Au fil de la saison, Silva Ramos et Cavalcante apparaissent dans le top 10 sans accéder aux podiums mais sont retenues pour participer aux Jeux Olympiques de 2020 à Tokyo par leur classement mondial. Lors du tournoi féminin, elles sont qualifiées directement en huitièmes de finale en tant meilleures troisièmes des séries, puis gagnent leur match face à la paire chinoise Wang/Xia. En quarts de finale, ils sont éliminés par les Suissesses Heidrich / Vergé-Dépré, futures médaillées de bronze.
Depuis 2022, Ana Patrícia joue à nouveau avec Duda et en juin, elles remportent alors les Championnats du monde à Rome. Le duo s'installe dans le top 10 du circuit Elite16 du World Beach Pro Tour nouvellement créé avec des victoires à Gstaad et à Uberlândia. Elles prennent la deuxième place lors de la finale du World Pro Tour 2022 à Doha. Lors du World Beach Pro Tour 2023, Silva Ramos/Duda s'imposent notamment à Ostrava et Gstaad et après une cinquième place à Montréal, les Brésiliennes remportent les tournois de Hambourg et de Paris. En octobre, Duda Lisboa et Ana Patrícia atteignent de nouveau la finale lors des championnats du monde de Tlaxcala au Mexique mais perdent contre les Américaines Sara Hughes et Kelly Cheng deux sets à zéro. Elles remportent les Jeux panaméricains 2023 ainsi que le tournoi Elite16 à João Pessoa. Lors de la finale du World Pro Tour 2023 à Doha, Elles prennent la troisième place après une défaite en demi-finale contre le duo allemand Müller/Tillmann.
En mars 2024, Lisboa/Patrícia finissent cinquièmes du tournoi Elite16 à Doha et leur classement mondial permet à la paire brésilienne de participer aux Jeux olympiques de Paris. Après des victoires sans perdre un seul set depuis les phases de groupes jusqu'en quarts de finale, les Brésiliennes d'imposent deux sets à un contre les Australiennes Clancy / Mariafe puis remportent le titre olympiques face aux Canadiennes Humana-Paredes / Wilkerson après trois sets.